# Willgott Jeppsson
Willgott Alexander Jeppsson, född 1907 i Landskrona, död 1956 i Malmö, var en svensk målare och tecknare. 
Jeppsson studerade konst vid en målarskola och under studieresor i utlandet. Hans konst består av harmoniska slättlandskap och fiskelägen från Skåne samt blomstermotiv. Vid sidan av sitt eget skapande tecknade han karikatyrer för olika tidskrifter.  